# Something
Something je píseň z alba Abbey Road britské skupiny The Beatles. Jejím autorem je George Harrison.

## Inspirace
Harrison napsal Something jako milostnou píseň pro svou ženu Pattie. Dalším zdrojem inspirace byla zřejmě píseň Something In The Way She Moves zpěváka Jamese Taylora, vydaná v prosinci 1968..

## Hudební stránka
Píseň začíná slokou v tónině C dur, hlavní téma se opakuje dvakrát po sobě. Následuje můstek v tónině A dur, po kterém se píseň opět vrací do sloky v C dur (téma se opět opakuje dvakrát, v první části je zpěv nahrazený kytarovým sólem.
Autorem aranžmá smyčcové sekce je George Martin.
Lennon uznával Something jako nejlepší píseň na albu. Frank Sinatra ji nazval nejlepší milostnou písní za posledních 50 let.

## Nahrávací frekvence
Nahrávka vznikla na několika nahrávacích frekvencích, které od sebe dělily poměrně dlouhé časové rozestupy: 16. dubna, 2. a 5. května, 11. a 16. července a 15. srpna 1969 ve studiu EMI na Abbey Road v Londýně (poslední uvedené datum bylo vyhrazeno pro nahrávku smyčcové sekce, během této nahrávací frekvence Harrison předělal své kytarové sólo). Natočeno bylo celkem 39 záznamů písně, pro finální nahrávku byl použitý záznam číslo 39. Zvukovými inženýry nahrávky byli Ken Scott, Jeff Jarratt, Glyn Johns, Phil McDonald a Geoff Emerick, producentem George Martin.

## Vydání
Píseň vyšla na LP Abbey Road, ve Velké Británii 26. září 1969, v USA 1. října 1969, na značce Apple pod katalogovým číslem PCS 7088. CD verze alba byla vydána na téže značce pod katalogovým číslem 0777 7 46446 2 4.
Píseň rovněž vyšla na singlu - ve Velké Británii 1. října 1969 spolu s písní Come Together na značce Apple pod katalogovým číslem R 5814, v USA vyšel tentýž singl 6. října 1969.
Bylo to poprvé, kdy se píseň George Harrisona dostala na A-stranu singlu.
Demosnímek písně nahraný 25. února 1969 vyšel na CD  The Beatles Anthology 3. Vydavatelská práva vlastní od roku 1966 společnost Harrisongs.

## Ukázka textu
Something in the way she moves /
attracts me like no other lover. /
Something in the way she woos me. /
I don't want to leave her now, /
you know I believe and how.

### Český překlad
Něco v tom, jak se pohybuje, /
mě přitahuje jako žádná jiná milenka. /
Něco v tom, jak mě láká. /
Nechci ji teď opustit, /
víte, věřím - a jak.

## Nástrojové obsazení
- George Harrison -zpěv, elektrická kytara, tleskání
- John Lennon - klavír
- Paul McCartney - zpěv, baskytara, tleskání
- Ringo Starr - bicí, tleskání
- Billy Preston - Hammondovy varhany
- neuvedení studioví hudebníci - housle (12x), violy (4x), violoncella (4x), kontrabas